# Врата (зодчество)
Врата — ритуальные двери в храме.

## Православие
Внутри православного храма — 4 врат:
- 3 расположено в алтарной части:
  - Царские (Святые, Великие, Райские) врата, находящиеся в середине иконостаса — через них выносят Святые Дары и имеют право проходить только священнослужители;
  - северные, ведущие в жертвенник — пономарские двери
  - южные (полуденные), ведущие в диаконник — диаконские двери
- Красные (церковные) врата находятся в западной части храма и служат для торжественных входов и выходов.

Наружные двери:
- церкви — Храмовые двери.
- архитектурного комплекса, например монастыря — Святые врата